# Pilosité humaine
 (novembre 2023).
Si vous disposez d'ouvrages ou d'articles de référence ou si vous connaissez des sites web de qualité traitant du thème abordé ici, merci de compléter l'article en donnant les références utiles à sa vérifiabilité et en les liant à la section « Notes et références ».

Distribution théorique de la pilosité chez la femme et l'homme. Seuls les poils terminaux sont représentés : le duvet, plus fin, recouvre la quasi-totalité du corps. Cette représentation diffère grandement selon les groupes ethniques et la génétique.

Schéma d'un follicule pileux.

La pilosité humaine est plus ou moins abondante chez tous les humains au sein même de différentes populations, mais la présence de poils au niveau des aisselles et des organes génitaux est constante chez l'adulte. 
Des travaux récents (lire Priscille Touraille) rappellent qu'une bonne partie des hommes de cette planète sont naturellement glabres au même titre que les femmes de ces populations (Asie, Afrique, Amériques pour les populations d'origine...) Il existe même des exceptions à la pilosité pubienne. Les explications hormonales sont également remises en cause, les taux d'androgènes n'étant pas coréllés systématiquement  à la pilosité. Mais peu de travaux sont entrepris sur ce sujet à la dimension culturelle importante.
Dans l'espèce humaine il y a de manière invariable le même nombre ainsi que le même emplacement de follicules pileux et de poils qui en résultent. Les seules différences que l'on peut constater chez l'homme proviennent de l'influence des hormones androgènes (testostérone essentiellement) sur les follicules pileux donnant lieu à des variations de type de poil. Ces influences dépendent de la sensibilité physiologique des récepteurs aux androgènes et du taux de production de ceux-ci.

## Influences
La revue Nature a publié en 1970 un article établissant que la pousse de la barbe chez l'homme était sensiblement plus rapide pendant ses périodes d'activité sexuelle.
Le minoxidil, médicament qui devait au départ être testé comme un hypotenseur, s'est révélé, lors des essais, favorable au développement des pilosités y compris sur des zones glabres. Il est, depuis, utilisé pour lutter contre la chute des cheveux, et même pour aider à leur repousse. Cependant, les bénéfices du traitement (qui demande un contrôle médical) disparaissent progressivement à son arrêt.
Une légende urbaine veut que plus on coupe un poil, plus il repousse et durcit : le poil est un phanère mort, constitué de kératine, donc le couper n'a aucun impact sur son cycle.

## Types de poils et densité pilaire
Les femmes et hommes adultes possèdent le même nombre de follicules pileux, répartis sur tout le corps, mais les femmes développent des poils moins épais que les hommes en raison de la différence de stimulation hormonale des androgènes, en particulier la testostérone. L'homme, la femme ou l'enfant ont un capital moyen de 5 millions de follicules pileux, 1 million sur la tête et 4 millions sur le corps. Selon le cycle pilaire et son ratio de poils anagènes/télogènes, la densité pilaire varie selon la zone du corps (50 poils/cm2 sur le visage et 10 poils/cm2 en moyenne sur le reste du corps). Une variété existe également au niveau du type de poils (poil terminal : diamètre de 80 μm, longueur de plus de 2 cm ; poil intermédiaire : diamètre entre 40 et 80 μm, longueur inférieure à 2 cm ; poil fin appelé duvet : diamètre entre 5 et 40 μm, longueur inférieure à 5 mm).

### Cheveux
Les cheveux sont les poils poussant sur la tête des êtres humains.

### Pilosité faciale
La (en)pilosité faciale est un caractère sexuel secondaire que l'on retrouve principalement chez les individus masculins. L'apparition de la pilosité faciale se fait tardivement lors de la puberté : duvet de la lèvre supérieure vers 15 ans, sur les joues vers 16 ans, puis sur le menton. Une barbe adulte complète n'est généralement possible qu'après 20 ans.

### Pilosité pubienne
La pilosité pubienne, apparaissant à la puberté chez l'être humain, est commune à l'homme et à la femme. Elle est constituée de poils au niveau du pubis, de forme triangulaire, sur la partie inférieure et médiane du bas-ventre.